# Zvornik
Zvornik je mesto in središče istoimenske občine v vzhodnem delu  Bosne in Hercegovine ob Drini na vzhodnih obronkih Majevice ob meji s Srbijo.

## Zgodovina

### Stari vek
V občini Zvornik je arheološko najdišče – rimski kamnolom v Dardaganih iz 5. stoletja. Kamnolom je imel 
podzemni kop in dva površinska kopa. Bil je največji kamnolom v Panoniji. Pri Šepku so odkrili ostanke rimske ceste, dolge tri kilometre. 

### Srednji vek
Zvornik  je bil prvič omenjen leta 1410 kot Zvonik. Ime je dobil po zvoniku tamkajšnjega frančiškanskega samostana. Nad obzidanim naseljem je na vzpetini Velavnik stala trdnjava. V naselju sta bila cerkev sv. Marije in frančiškanski samostan.  
Na razvoj Zvornika  so imeli velik vpiv Dubrovčani, ki so v letih 1415–1432 ustanovili svojo kolonijo. Leta 1428 je imela kolonija 238 članov. Njeni osnovni dejavnosti sta bili trgovanje s srebrom iz bližnjega rudnika in obrt. Po letu 1432 se je dubrovniška kolonija razselila v Srebrenico in druga mesta v Podrinju.
Zvornik je upravljal mestni svet, organiziran po saškem vzoru. Njegove sklepe sta izvajala mestni knez in vojvoda. Mesto je od 3. desetletja 14. stoletja  do leta 1459 pripadalo Srbskemu despotatu. Po njegovem propadu leta 1459/1460 je Zvornik zasedlo Osmansko cesarstvo.

### Osmansko obdobje
Po propadu Bosanskega kraljestva leta 1463 je osmanska oblast v Bosanskem ejaletu ustanovila tri sandžake: Bosanski (1463), Hercegovski (1470) in Zvorniški (1480). Slednjemu je pripadala cela severovzhodna Bosna. 
V Zvorniški sandžak so spadali:
- Kadiluk Srebrenica z nahijami Srebrenica, Ludmer, Kuslat in Subin
- Kadiluk Zvornik z nahijami Zvornik, Perin, Teočak in Koraj
- Kadiluk Gornja in Spodnja Tuzla z nahijami Spodnja Tuzla, Gornja Tuzla, Sapna, Spreča, Gostilj, Dramesin, Paske, Visovi, Jasenica in Smoluća
- Kadiluk Gračanica z nahijami Gračanica, Grdačac, Srebrenik, Soko, Završ in  Nenaviste
- Kadiluk Bijeljina z nahijama Bijeljina in Janja
- Kadiluk Birce in Knežina
- Kadiluk Krupanj in Bohorina
- Kadiluk Loznica ali Jadar in Pticar
- Kadiluk Šabac s Šabcem ter Spodnjo in Gornjo Mačvo
- Kadiluk Brvenik z nahijama Brvenik in Gošćanica

V osmanskem obdobju se je Zvornik razširil, tako da sta nastali dve mesti: Spodnje in Gornje mesto. V mestu sta se zgradili   džamiji sultanov Mehmeda II. in Bajazida II., medtem ko je bila cerkev  sv. Marije preurejena v sveto džamijo (mesdžid). V letih 1548 do 1585 je bil čez Drino zgrajen most. Zaradi plovnosti Drine od Zvornika do izliva v Savo, se je v mestu razvilo ladjedelništvo. Zvorniške ladjedelnice so bile ob ladjedelnicah v Vidinu, Nikopolu, Požegi, Smederevu in Mohaču največje v Osmanskem cesarstvu. Širše območje mesta je bilo znano po vinogradništvu. 
Frančiškani so leta 1538 zapustili samostan in cerkev in se preselili v samostan v Gornji Tuzli, tri leta kasneje pa v novozgrajeni samostan v Gradovrhu, okoli 3 km severovzhodno od Spodnje Tuzle.
Zvorniška nahija je do ustanovitve Zvorniškega sandžaka okoli leta 1480 spadala v Smederevski sandžak. Zvornik je bil središče sandžaka in kadiluk do leta 1851. Leta 1533 je dobil status mesta (kasaba)  s 50 obrtniki v 18 različnih obrteh. Po bitki pri Mohaču leta 1526 je začel izgubljati svoj strateški pomen, po podpisu Karlovškega mirovnega sporazuma leta 1699 pa je njegov pomen ponovno začel rasti.  Osmanska garnizija je bila v mestu do leta 1878.
V Zvorniku je bil rojen Mehmed-beg Kulenović. 

### Kasnejša zgodovina
Leta 1878 je osmansko oblast v Bosni zamenjala avstro-ogrska. Zvornik je ostal okrajno središče z razvito obrtjo in trgovino. Iz popisa prebivalstva leta 1910 je razvidno, da je bilo v mestu 732 hiš s 3.688 prebivalci, od katerih je bilo 2.092 muslimanov, 754 pravoslavcev, 185 katolikov, 9 evangelistov, 148 židov in 498 vojaških oseb. V obdobju Kraljevine Jugoslavije (1918-1941) je bil Zvornik središče okraja (srez). Od leta 1929 je spadal v Drinsko banovino s sedežem v Sarajevu. Med drugo svetovno vojno je spadal v Neodvisno državo Hrvaško. Po vojni je bil sedež okraja in občine, kasneje tudi sedež Medobčinske regionalne skupnosti občin Zvornik, Bratunac, Srebrenica, Vlasenica in Šekovići.

## Mestne znamenitosti
Na seznamu nacionalnih spomenikov Bosne in Hercegovine v občini Zvornik sta
- Hadžibegova hiša (hiša Ljubović Hasanbega) kot stanovanjska celota
- Staro mesto Zvornik kot staro mestno jedro[4]